# 王驥 (永樂辛丑進士)
王驥（14世紀—15世紀），字德良，江西吉安府吉水縣人，明朝政治人物。

## 生平
王驥是永樂九年（1411年）辛丑科舉人，永樂十九年（1421年）成進士，獲授刑部主事，改任工部，陞貴州按察司副使。他為官清廉，自號介菴冰蘗，四十餘年如一日；在任時曾向家人出示「牀頭僅有公孫被，囊內渾無子母錢」之句，在任內去世，有《介菴集》流傳。

## 引用
1. 1 2  光緒《吉水縣志·卷三十四·人物志》：王驥，字德良，伍塘人，舉永樂辛卯鄉試，登永樂辛丑進士，初任刑工二部主事，陞貴州按察司副使。居官清正，廉介自持，因號介菴冰蘗之操，四十餘年如一日；在任寄示家人，有「牀頭僅有公孫被，囊內渾無子母錢」之句。卒於官，著有《介菴集》。 採《羅文恭集》補